# Васильєв Михайло Геннадійович
Михайло Геннадійович Васильєв (рос. Михаил Геннадьевич Васильев; 13 жовтня 1998, станиця Зольська, Ставропольський край, Росія — 26 жовтня 2023, Кринки, Україна) — російський офіцер, старший лейтенант ЗС РФ. Герой Російської Федерації.

## Біографія
Закінчив станичну середню загальноосвітню школу №4. В 2016 році вступив в Рязанське повітрянодесантне командне училище. Після закінчення училища в 2021 році призначений командиром взводу десантно-штурмової роти 177-го окремого полку морської піхоти Каспійської флотилії.
З 24 лютого 2022 року брав участь у вторгненні в Україну. З серпня 2022 року — командир 3-ї десантно-штурмової роти 2-го десантно-штурмового батальйону свого полку. Загинув у бою. Похований в рідній станиці.

## Нагороди
- Орден Мужності — нагороджений тричі.
- Медаль ордена «За заслуги перед Вітчизною» 2-го ступеня
- Медаль «За відвагу»
- Медаль Суворова
- Медаль Жукова
- Звання «Герой Російської Федерації» (13 лютого 2024, посмертно) — «за мужність і героїзм, проявлені під час виконання військового обов'язку.» 24 квітня медаль «Золота зірка» була передана рідним Васильєва губернатором Ставропольського краю Володимиром Владіміровим.